# Breda di Piave
Breda di Piave ist eine nordostitalienische Gemeinde (comune) mit 7665 Einwohnern (Stand 31. Dezember 2023) in der Provinz Treviso in Venetien. Die Gemeinde liegt etwa 9,5 Kilometer nordöstlich von Treviso.